# Motor Lublin (piłka nożna) w sezonie 1974/1975
Sezon 1974/1975 był dla Motoru Lublin 7. sezonem na drugim szczeblu ligowym. W trzydziestu rozegranych spotkaniach, Motor zdobył 36 punktów i zajął 3. miejsce w tabeli. Trenerem zespołu w rundzie jesiennej i jedenastu kolejkach rundy wiosennej był Andrzej Gajewski. Sezon w roli trenera zakończył Paweł Mikołajczak.

## Przebieg sezonu
Piłkarze Motoru treningi wznowili 1 lipca 1974. 17 lipca wyjechali na dwutygodniowe zgrupowanie do Słupcy, gdzie rozegrali kilka meczów sparingowych. Do drużyny przybyli z Lublinianki Janusz Przybyła i Ryszard Szych, Henryk Holewa (poprz. Górnik Zabrze), Jerzy Ludyga (poprz. Szombierki Bytom), Kazimierz Pilip (poprz. Resovia), a odszedł między innymi Edward Biernacki, który wyjechał do Francji. W okresie przygotowawczym Motor rozegrał również mecze sparingowe z BKS Bielsko (1:2), Siarką Tarnobrzeg (1:5) i ponownie z BKS Bielsko na stadionie przy al. Zygmuntowskich (1:0).
Przed meczem inaugurującym rozgrywki ligowe z Wartą Poznań miała miejsce ceremonia uhonorowania dwóch piłkarzy Motoru, Jerzego Krawczyka za zdobycie tytułu króla strzelców II ligi w sezonie 1973/1974 oraz Władysława Buckiego, wieloletniego zawodnika lubelskiego zespołu, który zakończył karierę piłkarską. Podczas meczu z Zagłębiem Wałbrzych jeden z kibiców rzucił na boisko butelkę, za co Wydział Gier i Dyscypliny Polskiego Związku Piłki Nożnej ukarał Motor zamknięciem stadionu na jeden mecz. W związku z tym, 28 września 1974 spotkanie z Olimpią Poznań rozegrane zostało na stadionie Lublinianki. Po rundzie jesiennej Motor zajmował 2. miejsce, mając tyle samo punktów co 1. w tabeli Widzew Łódź, lecz gorszą różnicę bramek.
Od 3 do 18 grudnia 1974 piłkarze Motoru przebywali w ośrodku wypoczynkowo-rehabilitacyjnym w Rabce, a do treningów powrócili 3 stycznia 1975. 15 lutego rozegrali na Kresowej mecz sparingowy z Radomiakiem Radom (2:1), a dzień później wyjechali dwutygodniowe zgrupowanie kondycyjno-szkoleniowe do Wałcza, gdzie sparowali z Zawiszą Bydgoszcz (3:0) i Polonią Przemyśl (1:0). Do klubu przybył Adam Popowicz, który występował poprzednio w Stali Mielec. 9 marca Motor rozegrał na stadionie przy al. Zygmuntowskich w obecności 6 tys. widzów mecz sparingowy z finalistą Pucharu Polski Stalą Rzeszów (3:1).
Rundę wiosenną Motor rozpoczął, podobnie jak łódzki Widzew, od trzech zwycięstw z rzędu. W środę 10 kwietnia, zespół wyjechał do Wałbrzycha, na spotkanie z tamtejszym Zagłębiem. Stamtąd udał się na zgrupowanie do Zelowa, by przygotować się do meczu na szczycie z Widzewem, który zaplanowano na 20 kwietnia. Przed meczem w Łodzi, Motor zajmował 2. miejsce, mając taką samą liczbą punktów jak Widzew lecz gorszą różnicę bramek i trzy punkty przewagi nad duetem Lechia Gdańsk – Zawisza Bydgoszcz. Wyjazdowy mecz w Łodzi Motor przegrał 0:3. Następnie odniósł dwie porażki z rzędu: z Lechią u siebie (2:3, mimo iż prowadził 2:0) i Olimpią Poznań na wyjeździe (1:2, mimo iż prowadził 1:0), po czym przewaga liderującego Widzewa wzrosła do trzech punktów. Praktyczne szanse na awans Motor stracił po wyjazdowej porażce z zespołem, który wówczas miał również I-ligowe aspiracje – bydgoskim Zawiszą.
Po remisie na własnym boisku ze Stomilem Olsztyn, z funkcji trenera pierwszego zespołu zrezygnował Andrzej Gajewski. Zastąpił go Paweł Mikołajczak.

## Mecze ligowe w sezonie 1974/1975
| Data                 | Przeciwnik             | D/W | Miejsce                         | Wynik M/P | Strzelcy                                       | Widzów   | Źródło        |
| -------------------- | ---------------------- | --- | ------------------------------- | --------- | ---------------------------------------------- | -------- | ------------- |
|                      |                        |     |                                 |           |                                                |          |               |
| RUNDA JESIENNA       |                        |     |                                 |           |                                                |          |               |
|                      |                        |     |                                 |           |                                                |          |               |
| 18 sierpnia 1974     | Warta Poznań           | D   | Stadion przy al. Zygmuntowskich | 1:0       | Krawczyk 40'                                   | 7 tys.   | [ 6 ] [ 22 ]  |
| 24 sierpnia 1974     | Arkonia Szczecin       | W   | Szczecin                        | 1:0       | Krawczyk 5'                                    |          | [ 23 ] [ 24 ] |
| 31 sierpnia 1974     | Gwardia Koszalin       | D   | Stadion przy al. Zygmuntowskich | 1:0       | Mrowiec 53'                                    | 10 tys.  | [ 25 ] [ 26 ] |
| 8 września 1974      | Polonia Warszawa       | W   | Stadion Polonii                 | 1:1       | Przybyła 59'                                   | 8 tys.   | [ 27 ] [ 28 ] |
| 11 września 1974     | Zagłębie Wałbrzych     | D   | Stadion przy al. Zygmuntowskich | 0:0       |                                                | 8 tys.   | [ 29 ] [ 30 ] |
| 14 września 1974     | Widzew Łódź            | D   | Stadion przy al. Zygmuntowskich | 2:1       | Krawczyk 6', Ludyga 40'                        | 10 tys.  | [ 31 ] [ 32 ] |
| 22 września 1974     | Lechia Gdańsk          | W   | Stadion Lechii                  | 0:2       |                                                | 18 tys.  | [ 33 ] [ 34 ] |
| 28 września 1974     | Olimpia Poznań         | D   | Stadion Lublinianki             | 1:0       | Krawczyk 28' (k)                               | 12 tys.  | [ 35 ]        |
| 6 października 1974  | Stal Stocznia Szczecin | W   | Szczecin                        | 0:1       |                                                | 2 tys.   | [ 36 ] [ 37 ] |
| 13 października 1974 | Zawisza Bydgoszcz      | D   | Stadion przy al. Zygmuntowskich | 0:0       |                                                | 7 tys.   | [ 38 ] [ 39 ] |
| 16 października 1974 | Stomil Olsztyn         | W   | Olsztyn                         | 1:4       | Holewa 65'                                     | 5 tys.   | [ 40 ] [ 41 ] |
| 20 października 1974 | Avia Świdnik           | W   | Świdnik                         | 1:1       | Przybyła 48'                                   | 6 tys.   | [ 42 ] [ 43 ] |
| 27 października 1974 | RKS Ursus              | D   | Stadion przy al. Zygmuntowskich | 3:0       | Krawczyk 25', Ludyga 61', 75'                  | 7 tys.   | [ 44 ] [ 45 ] |
| 10 listopada 1974    | Bałtyk Gdynia          | D   | Stadion przy al. Zygmuntowskich | 2:1       | Przybyła 13', Weideman 41'                     | 7,5 tys. | [ 46 ] [ 47 ] |
| 17 listopada 1974    | Stoczniowiec Gdańsk    | W   | Gdańsk                          | 0:0       |                                                | 7 tys.   | [ 8 ] [ 48 ]  |
|                      |                        |     |                                 |           |                                                |          |               |
| RUNDA WIOSENNA       |                        |     |                                 |           |                                                |          |               |
|                      |                        |     |                                 |           |                                                |          |               |
| 16 marca 1975        | Warta Poznań           | W   | Stadion Warty                   | 2:0       | Przybyła 51', Ludyga 64'                       | 500      | [ 49 ] [ 50 ] |
| 22 marca 1975        | Arkonia Szczecin       | D   | Stadion przy al. Zygmuntowskich | 2:1       | Pulikowski 61', Przybyła 71'                   | 10 tys.  | [ 51 ] [ 52 ] |
| 29 marca 1975        | Gwardia Koszalin       | W   | Koszalin                        | 1:0       | Krawczyk 82'                                   | 2 tys.   | [ 14 ] [ 53 ] |
| 6 kwietnia 1975      | Polonia Warszawa       | D   | Stadion przy al. Zygmuntowskich | 0:0       |                                                | 12 tys.  | [ 54 ] [ 55 ] |
| 13 kwietnia 1975     | Zagłębie Wałbrzych     | W   | Wałbrzych                       | 1:0       | Krawczyk 27'                                   | 1,5 tys. | [ 16 ] [ 56 ] |
| 20 kwietnia 1975     | Widzew Łódź            | W   | Stadion Widzewa                 | 0:3       |                                                | 10 tys.  | [ 17 ] [ 57 ] |
| 26 kwietnia 1975     | Lechia Gdańsk          | D   | Stadion przy al. Zygmuntowskich | 2:3       | Przybyła 9', 17'                               | 8,5 tys. | [ 18 ] [ 58 ] |
| 3 maja 1975          | Olimpia Poznań         | W   | Stadion Olimpii                 | 1:2       | Weideman 20'                                   | 200      | [ 19 ] [ 59 ] |
| 10 maja 1975         | Stal Stocznia Szczecin | D   | Stadion przy al. Zygmuntowskich | 1:0       | Gieroba 20'                                    | 4 tys.   | [ 60 ] [ 61 ] |
| 17 maja 1975         | Zawisza Bydgoszcz      | W   | Stadion Zawiszy                 | 0:1       |                                                | 8 tys.   | [ 20 ] [ 62 ] |
| 24 maja 1975         | Stomil Olsztyn         | D   | Stadion przy al. Zygmuntowskich | 2:2       | Przybyła 23', Ludyga 75'                       | 3,5 tys. | [ 63 ] [ 64 ] |
| 31 maja 1975         | RKS Ursus              | W   | Stadion Ursusa                  | 2:2       | Mrowiec 65', Krawczyk 76'                      | 1,5 tys. | [ 65 ] [ 66 ] |
| 7 czerwca 1975       | Avia Świdnik           | D   | Stadion przy al. Zygmuntowskich | 4:0       | Szych 25', Ludyga 33', Ochodek 48', Mrozik 53' | 2,5 tys. | [ 67 ] [ 68 ] |
| 14 czerwca 1975      | Bałtyk Gdynia          | W   | Gdynia                          | 1:1       | Ludyga 5'                                      | 1 tys.   | [ 69 ] [ 70 ] |
| 22 czerwca 1975      | Stoczniowiec Gdańsk    | D   | Stadion przy al. Zygmuntowskich | 0:0       |                                                | 2,5 tys. | [ 71 ] [ 72 ] |

### Tabela II ligi grupy północnej
| Poz | Klub                   | M  | Pkt | Bz | Bs |
| --- | ---------------------- | -- | --- | -- | -- |
| 1.  | Widzew Łódź            | 30 | 42  | 41 | 17 |
| 2.  | Lechia Gdańsk          | 30 | 40  | 37 | 17 |
| 3.  | Motor Lublin           | 30 | 36  | 33 | 26 |
| 4.  | Zawisza Bydgoszcz      | 30 | 34  | 42 | 31 |
| 5.  | Zagłębie Wałbrzych     | 30 | 34  | 34 | 23 |
| 6.  | Stoczniowiec Gdańsk    | 30 | 32  | 37 | 29 |
| 7.  | Gwardia Koszalin       | 30 | 30  | 37 | 34 |
| 8.  | Olimpia Poznań         | 30 | 29  | 28 | 30 |
| 9.  | Avia Świdnik           | 30 | 29  | 26 | 28 |
| 10. | Bałtyk Gdynia          | 30 | 29  | 28 | 34 |
| 11. | RKS Ursus              | 30 | 29  | 25 | 23 |
| 12. | Polonia Warszawa       | 30 | 28  | 26 | 25 |
| 13. | Stal Stocznia Szczecin | 30 | 28  | 24 | 34 |
| 14. | Arkonia Szczecin       | 30 | 26  | 25 | 29 |
| 15. | Stomil Olsztyn         | 30 | 26  | 25 | 29 |
| 16. | Warta Poznań           | 30 | 8   | 11 | 61 |

## Kadra
| Zawodnik               | Data ur.   | Występy        | Bramki         | Występy        | Bramki         | Występy   | Bramki    |
| Zawodnik               | Data ur.   | RUNDA JESIENNA | RUNDA JESIENNA | RUNDA WIOSENNA | RUNDA WIOSENNA | SEZON     | SEZON     |
| Bramkarze              | Bramkarze  | Bramkarze      | Bramkarze      | Bramkarze      | Bramkarze      | Bramkarze | Bramkarze |
| ---------------------- | ---------- | -------------- | -------------- | -------------- | -------------- | --------- | --------- |
| Leszek Dziełakowski    | 29.02.1948 | 15             |                | 15             |                | 30        |           |
| Kazimierz Pikulski     | 19.02.1957 |                |                |                |                |           |           |
| Andrzej Słomka         | ??.??.???? | 0 (1)          |                |                |                | 0 (1)     |           |
| Obrońcy                |            |                |                |                |                |           |           |
| Henryk Holewa          | 28.09.1965 | 15             | 1              | 10 (1)         |                | 25 (1)    | 1         |
| Waldemar Fiuta         | 10.04.1958 | —              | —              | 1              |                | 1         |           |
| Jerzy Gieroba          | ??.??.1955 | 4 (1)          |                | 3              | 1              | 7 (1)     | 1         |
| Jan Lisiewicz          | ??.??.1947 | 8              |                | —              | —              | 8         |           |
| Kazimierz Pilip        | ??.??.1951 | 5              |                | 1              |                | 6         |           |
| Adam Popowicz          | 6.05.1947  | —              | —              | 15             |                | 15        |           |
| Jerzy Pulikowski       | 15.06.1952 | 5 (4)          |                | 11 (1)         | 1              | 16 (5)    | 1         |
| Jacek Rudak            | ??.??.1939 | 9              |                | —              | —              | 9         |           |
| Ryszard Szych          | ??.??.???? | 13             |                | 13             | 1              | 28        | 1         |
| Tadeusz Kamiński       | ??.??.1946 | 8 (3)          |                | 9 (1)          |                | 17 (4)    |           |
| Pomocnicy i napastnicy |            |                |                |                |                |           |           |
| Jerzy Krawczyk         | 12.05.1953 | 15             | 5              | 15             | 3              | 30        | 8         |
| Jerzy Ludyga           | 24.10.1950 | 13             | 3              | 15             | 4              | 28        | 7         |
| Jerzy Mrowiec          | 25.07.1948 | 9 (1)          | 1              | 7 (1)          | 1              | 16 (2)    | 2         |
| Jan Mrozik             | ??.??.1953 | 5 (2)          |                | 7 (2)          | 1              | 12 (4)    | 1         |
| Ryszard Ochodek        | 15.08.1955 | 8 (1)          |                | 14 (1)         | 1              | 22 (2)    | 1         |
| Jan Przybyło           | 22.05.1947 | 13             |                | 6 (2)          |                | 19 (2)    |           |
| Janusz Przybyła        | 19.06.1951 | 14             | 3              | 11 (4)         | 5              | 25 (4)    | 8         |
| Zbigniew Stawiszyński  | 11.09.1953 | —              | —              | 1 (3)          |                | 1 (3)     |           |
| Henryk Weideman        | ??.??.1951 | 6              | 1              | 11 (1)         | 1              | 17 (1)    | 2         |